# Moiano (band)
Moiano was een Belgische muziekgroep (2000-2011), met als frontman en bezieler Peter Lesage. De band speelde een mix van pop en Amerikaanse soul en genoot een sterke livereputatie. Moiano fungeerde als inspiratiebron voor latere Belgische artiesten als Lalalover en Jim Cole.
Begin 2000 werd de eerste ep It’s Time uitgebracht op het Gentse hiphoplabel Brick 9000. De titeltrack werd opgepikt door Studio Brussel. In 2001 won Moiano 'Dé prijs 2001' op StuBru met de TC Matic-cover Putain Putain. 
'The Music and You', het openingsnummer van debuutplaat Soulschool (2004) was te horen op verschillende Belgische nationale radiostations. 
Begin 2009 werd in eigen beheer een tweede volwaardig album uitgebracht: 2nd Line, nu-soul doorspekt met retro en jazz. 
In 2011 besloot Peter Lesage om met een reeks afscheidsconcerten een eind te maken aan het verhaal van Moiano.
Moiano speelde onder meer op het Cactusfestival, Dour, Feest in het Park, Pukkelpop, Dranouter, Blue Note Festival, Polé Polé (Gentse Feesten 2009)

## Bandleden
- Peter Lesage: stem, toetsen, (bas)gitaar, productie, compositie, teksten, arrangementen
- Maxime Lenssens: drums, percussie
- Maarten Standaert: basgitaar

en later ook
- Monique Harcum: stem
- Nina Babet: stem
- Patrick Dorcean: drums
- Philip Niessen: gitaar
- Toine Thys: sax
- Sam Vloemans: trompet
- Frederik Heirman: trombone

## Discografie
- It's Time (ep, 2000)
- Soulschool (cd, 2004)
- 2nd Line (cd, 2009)